# Europese kampioenschappen BMX 2024
De Europese kampioenschappen BMX 2024 werden van 29 mei tot 2 juni georganiseerd in het Italiaanse Verona.

## Medailleoverzicht

### Mannen
| Onderdeel      | Goud | Goud                                            | Zilver | Zilver                                             | Brons | Brons                                           |
| -------------- | ---- | ----------------------------------------------- | ------ | -------------------------------------------------- | ----- | ----------------------------------------------- |
| BMX elite      | FRA  | Arthur Pilard                                   | FRA    | Mathis Ragot Richard                               | SUI   | Cédric Butti                                    |
| BMX U23        | FRA  | Alexis Pieczanowsky                             | NED    | Tim Goossens                                       | NED   | Jason Noordam                                   |
| BMX junioren   | FRA  | Evan Oliviera                                   | FRA    | Clément Rocherieux                                 | SUI   | Mark Lüthi                                      |
| Ploegentijdrit | FRA  | Mathis Ragot Richard Eddy Clerté Matéo Colsenet | ITA    | Giacomo Fantoni Martti Sciortino Pietro Bertagnoli | NED   | Jason Noordam Julian Bijsterbosch Jay Schippers |

### Vrouwen
| Onderdeel      | Goud | Goud                                             | Zilver | Zilver                                       | Brons | Brons                                        |
| -------------- | ---- | ------------------------------------------------ | ------ | -------------------------------------------- | ----- | -------------------------------------------- |
| BMX elite      | SUI  | Zoé Claessens                                    | NED    | Laura Smulders                               | SUI   | Nadine Aeberhard                             |
| BMX U23        | LAT  | Veronika Stūriška                                | GBR    | Emily Hutt                                   | CZE   | Sabina Košárková                             |
| BMX junioren   | FRA  | Anaïs Garnier                                    | ESP    | Clara Gómez                                  | FRA   | Evan Oliviera                                |
| Ploegentijdrit | NED  | Judy Baauw Michelle Wissing Renske van Santfoort | FRA    | Camille Maire Tessa Martinez Charlotte Morot | ESP   | Mariona Calvis Carla Gómez Adriana Domínguez |

### Medaillespiegel
| Plaats | Land                | Goud | Zilver | Brons | Totaal |
| 1      | Frankrijk           | 5    | 3      | 1     | 9      |
| 2      | Nederland           | 1    | 2      | 2     | 5      |
| 3      | Zwitserland         | 1    | 0      | 3     | 4      |
| 4      | Letland             | 1    | 0      | 0     | 1      |
| 5      | Spanje              | 0    | 1      | 1     | 2      |
| 6      | Verenigd Koninkrijk | 0    | 1      | 0     | 1      |
| 6      | Italië              | 0    | 1      | 0     | 1      |
| 8      | Tsjechië            | 0    | 0      | 1     | 1      |
| Totaal | Totaal              | 8    | 8      | 8     | 24     |